# Chederick van Wyk
Chederick van Wyk (* 18. Februar 1995) ist ein südafrikanischer Sprinter.

## Sportliche Laufbahn
Erste Erfahrungen bei internationalen Meisterschaften sammelte Chederick van Wyk bei den IAAF World Relays 2019 in Yokohama, bei denen er mit der südafrikanischen 4-mal-200-Meter-Staffel in 1:20,42 min auf den zweiten Platz hinter den Vereinigten Staaten gelangte. Im Juli gewann er bei der Sommer-Universiade in Neapel in 10,23 s bzw. 20,44 s jeweils die Silbermedaille über 100- und 200 Meter hinter dem Brasilianer Paulo André de Oliveira. Zudem kam er mit der 4-mal-100-Meter-Staffel im Vorlauf nicht ins Ziel. Anschließend nahm er erstmals an den Afrikaspielen in Rabat teil und belegte dort in 10,31 s den sechsten Platz über 100 Meter und schied über 200 Meter mit 21,22 s im Halbfinale aus. Zudem gewann er mit der 4-mal-100-Meter-Staffel in 38,80 s die Bronzemedaille hinter den Teams aus Ghana und Nigeria.

## Persönliche Bestzeiten
- 100 Meter: 10,18 s (−0,6 m/s), 28. April 2018 in Sasolburg
- 200 Meter: 20,44 s (+0,5 m/s), 11. Juli 2019 in Neapel